# مو كانازاكي
مو كانازاكي لاعب كرة قدم ياباني من مواليد 16 شباط 1989 شارك مع المنتخب الياباني في العديد من المباريات الدولية وتوج مع منتخب بلاده بكاس الأمم الاسيوية 2011 في قطر ويلعب حاليا لنادي كاشيما أنتلرز وهو من المهاجمين اليابانيين الجيدين يبلغ طولة 180 سم ويحمل الرقم 15 في المنتخب الياباني والرقم 33 مع ناديه.

## روابط خارجية
- مو كانازاكي على موقع الاتحاد الدولي (مؤرشف)  (الإنجليزية)
- مو كانازاكي على موقع رابطة كرة القدم اليابانية للمحترفين (اليابانية)
- مو كانازاكي على موقع قاعدة بيانات كرة القدم.إي يو (الإنجليزية)
- مو كانازاكي على موقع بيانات كرة القدم. دي إي (الألمانية)
- مو كانازاكي على موقع ناشيونال فوتبول تيمز (الإنجليزية)
- مو كانازاكي على موقع Soccerway.com (الإنجليزية)
- مو كانازاكي على موقع عالم كرة القدم.نت (الإنجليزية)
- مو كانازاكي على موقع AS.com (الإسبانية)